# George Ayscue
George Ayscue (1616 – 5 aprile 1672) è stato un ammiraglio inglese.
Testa rotonda, nel 1649 ottenne  il pattugliamento dell'Irlanda e nel 1651 seguì Robert Blake nelle Antille. Nel 1652 ingaggiò battaglia con gli Olandesi a Plymouth.
Prigioniero a Lowestoft nel 1666, l'anno successivo si ritirò dalla carriera.